# 近鉄900系電車
近鉄900系電車（きんてつ900けいでんしゃ）は、近畿日本鉄道（近鉄）が1961年に導入した奈良線向け一般車両（通勤形電車）の一系列。奈良線最初の大型車両で、新生駒トンネルの開通を前に先行投入された。

## 概要
小型車が使用されていた奈良線系統では沿線の都市化や宅地化により輸送力が限界に達し、その対策として上本町側から軌道中心間隔の拡大や新生駒トンネルの建設など大型車導入の準備を進めていた。1961年には上本町駅 - 瓢箪山駅間で先行的に大型車導入が可能となり、これに合わせて奈良線初の大型車として900系が登場した。
南大阪線用6800系「ラビットカー」で採用された片側両開き4扉・2個1組の大きなサッシュレス下降窓の車体を踏襲しつつも、この車両から最大幅2800mmの裾を絞った車体を採用し、全室運転室、電気連結器なども本格的に採用して、8000系をはじめ、後の近鉄車両の雛型となった車両である。
なお、大型高性能車ながら900系と3桁の形式になったのは、当時奈良線など600V線で使用する車両は3桁の形式にする取り決めごとがあったためである。

## 編成
当初はMc+Tc+Mcの3両編成だったが、1963年に4両編成化のためTc（制御車）が6両増備され、全車Mc、Tcの2両編成になった。このため難波・京都寄りからモ900偶数車(Mc)+ク950(951 - 956)(Tc)と、同じく難波・京都寄りからク950(957 - 962)(Tc)+モ900奇数車(Mc)と、Mc車の番号末尾で向きが異なった。

## 構造

### 車体
車体構造は先に登場した大阪線1470系や名古屋線1600系に準じているが、車体幅は特認により2800mmに拡大され、近鉄の一般車で初の裾絞り車体となった。また、床面上の腰板高さを850mm、窓框高さを900mmとされ、後に増備される8000系や以後のラインデリア装備のロングシート一般車における標準となった。
車体塗装は大阪線用1480系と同じく肌色を地色に青色の帯が配された。

### 主要機器

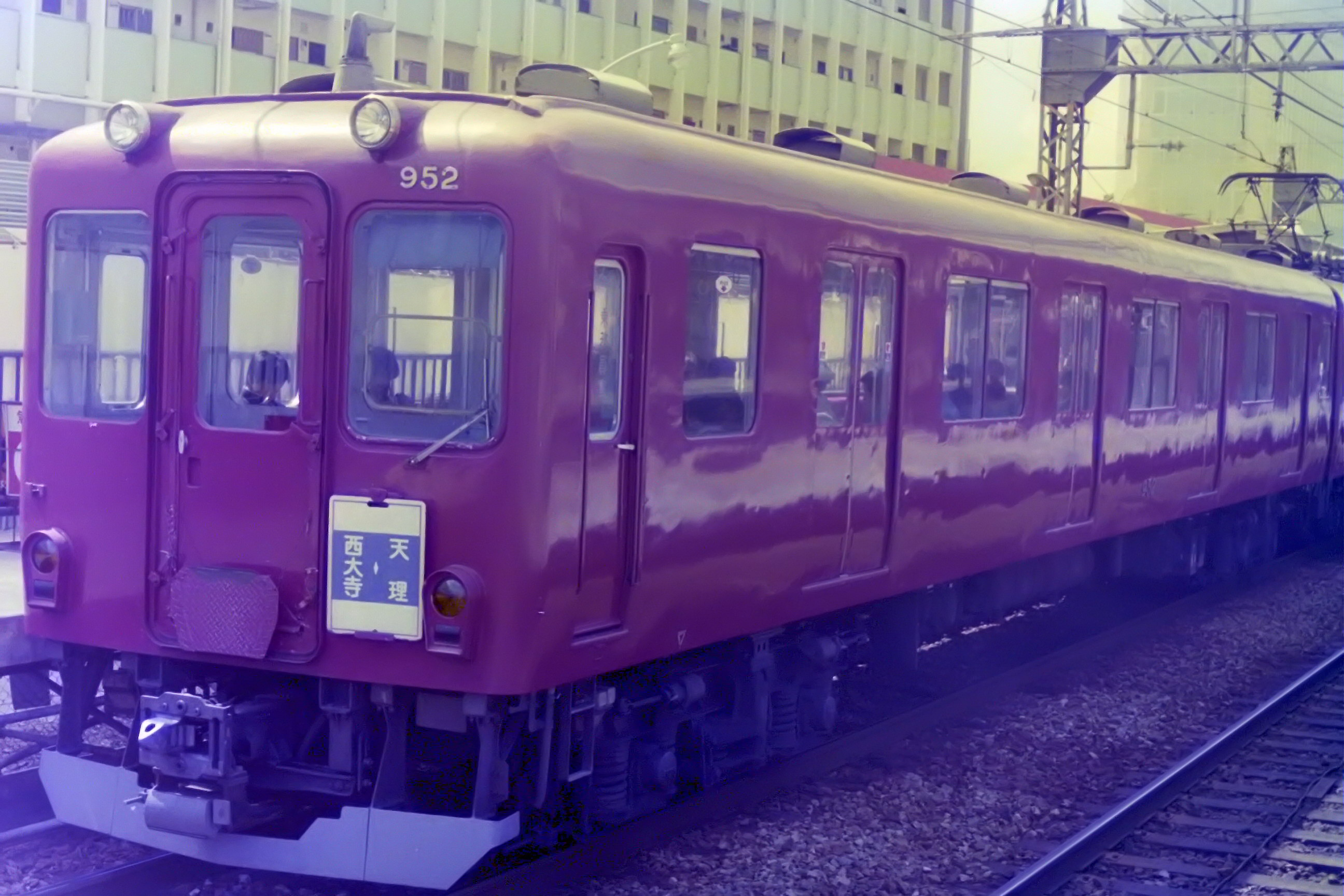
ク952 1986年9月 大和西大寺駅

電装品は600 V専用で設計された。主電動機は補償巻線付の日立製作所HS-833-Frb (モ901 - 906) および三菱電機MB-3064AC (モ907 - 912) を搭載、制御装置はバーニア抵抗制御による超多段式の日立製作所VMC-HTB20Aを使用した。歯車比は、8800系まで奈良線系通勤車の標準となる5.31とした。
台車は初期車では台車を揺れ枕吊りを線路方向にスイングする短リンク式のKD-36系を（モ900はKD-36E、ク951 - ク956はKD-36F）、増備車のク957 - ク962はボルスターアンカーなしの枕木方向にスイングする長リンク式を用いたKD-51Aをそれぞれ使用している。
制動方式は当時の近鉄通勤車の標準に従い、電制常用のHSC-D電磁直通ブレーキであるが、常用自動部が省略されている。

## 改造

### 丸型標識灯への改造
1967年から1968年にかけて正面下部にある列車種別灯を改造し、角形から丸形になった。

### 昇圧改造
1969年に実施された架線電圧1500V昇圧に際し、Mc車に搭載していたコンプレッサー・電動発電機をTc車に移設し、Mc車の集電装置は2基から1基に変更された。その際、8000系に編入する計画もあったが、実現せずそのままの系列で残った。

### 車体更新と冷房化改造
1988年から1989年にかけて、車体更新と冷房化が行われた。内容はCU-19形冷房装置を1両あたり4台搭載するとともに電動発電機をHG-77436形に変更してTcに移設し、パンタグラフを下枠交差形に取り替え、車体内外装材の張り替え、コンプレッサーを当時最新のHS10型に取替え、方向幕の取り付けなどである。以後も長期にわたり運用された。

### 台車交換
1990年代中頃には、先に廃車となった8000系初期車の台車と取り替えが行われた。KD-36装備車を対象としたもので、ボルスターアンカー付長リンク式のKD-51ないしはKD-51Dへと振り替えられている。この台車交換により900系が再び奈良線の本線系統で使用されるようになった。

### 復元塗装

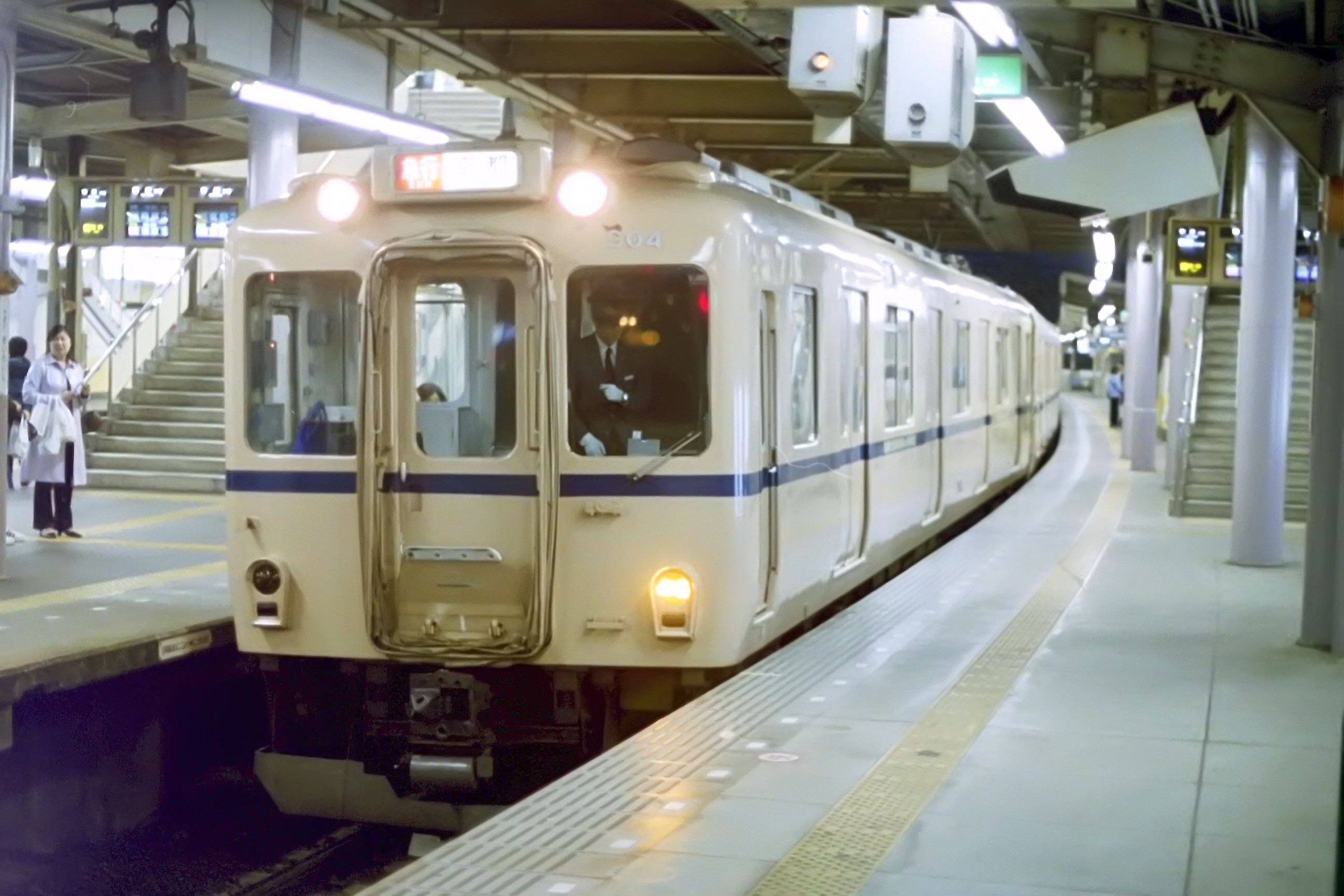
900系復元塗装

2001年に奈良線大型車両登場40周年を記念し、902Fと904Fがベージュに青帯の登場時の塗装に復元された。当時の近鉄において過去に復元塗装をなされた車両は、6800系6851号車と生駒鋼索線のコ1形と当系列のみであり、2001年9月の登場40周年イベント、そして2002年3月のさよなら運転を兼ねたミステリー列車の運転をこの復元塗装車で催された。

## 運用

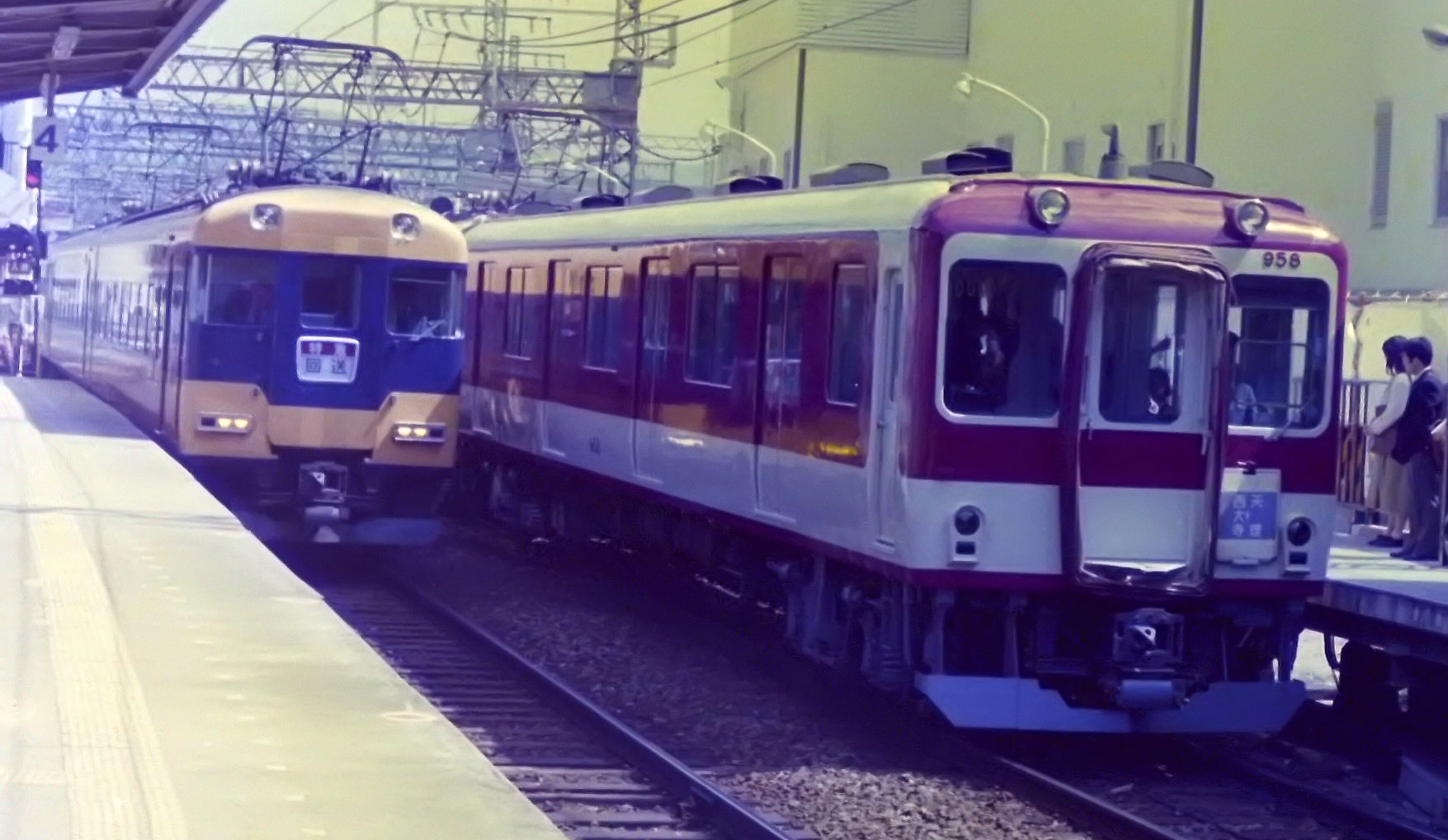
増備車ク958（御正面窓上部の塗り分けが標準と異なる）

900系は1961年9月21日より上本町 - 瓢箪山間の普通列車で運転が開始された。1964年の新生駒トンネル開通後は、8000系とともに上本町 - 奈良間の特急運用にも充当されるようになった。1969年9月の昇圧後は車両限界が拡大された京都線の運用も増加し、1973年9月以降は同じく車両限界が拡大された橿原線や天理線にも運用範囲が拡大した。
1988年以降は冷房化と車体更新が完了したSE11編成を初陣として、800系・820系・8000系（2連車）に代わって生駒線での使用が開始されたが、台車交換後は再び奈良線でも使用されるようになった。
老朽化の進行などに伴い、2001年から2002年8月にかけて廃車となった。なお、最終配置検車区は西大寺検車区であり、最後期には908Fが在籍していた。